# Lípa (Havlíčkův Brod-i járás)
Lípa település Csehországban, a Havlíčkův Brod-i járásban. Lípa Úsobí, Okrouhlička, Kochánov, Úhořilka, Michalovice, Havlíčkův Brod és Herálec településekkel határos. Lakosainak száma 1175 fő (2024. január 1.).

## Népesség
A település lakosságának változását az alábbi diagram mutatja:
| Lakosok száma | 1020 | 1038 | 1105 | 954  | 933  | 1020 | 1154 | 1166 | 1160 | 1175 |
|               | 1869 | 1890 | 1921 | 1950 | 1980 | 2001 | 2017 | 2019 | 2022 | 2024 |